# Santa Margherita d'Adige
Santa Margherita d'Adige (Santa Margarita d'Àdexe in veneto) è un municipio di 2 296 abitanti di Borgo Veneto nella provincia di Padova, in Veneto.
Anticamente parte della pieve e del comune di Megliadino San Fidenzio, fino al 2018 ha costituito un comune autonomo.
Il municipio partecipa ogni anno al Palio dei dieci comuni del montagnanese, che si tiene la prima domenica di settembre e celebra la liberazione delle città della Scodosia dal tiranno Ezzelino III da Romano.

## Storia

Vecchio stemma comunale

### Simboli
Lo stemma comunale e il gonfalone erano stati concessi con regio decreto del 28 febbraio 1929.
La mano appalmata vuol celebrare la figura e l'opera del benefattore Fidenzio Mano (1772–1840) che utilizzò il proprio patrimonio per il sostentamento dei malati poveri della parrocchia; l'urna cineraria rappresenta l'antichità della terra che conserva in sé i ricordi del passato portati alla luce grazie alle molteplici scoperte archeologiche fatte durante operazioni di scavo.
Il gonfalone era un drappo di bianco.

## Monumenti e luoghi d'interesse
- Chiesa di Santa Margherita

## Società

### Evoluzione demografica
Abitanti censiti

### Istituzioni, enti e associazioni
- Associazione Musici e Sbandieratori di Santa Margherita d'Adige

## Economia
Nel territorio di Santa Margherita d'Adige, è presente la sede dell'azienda di distribuzione di prodotti petroliferi Costantin.

## Infrastrutture e trasporti
La si può raggiungere da Este e da Montagnana percorrendo la SR10, oppure da Rovigo o da Piovene Rocchette attraverso l'autostrada A31 Valdastico, uscita Santa Margherita d'Adige.

Territorio dell'ex comune di Santa Margherita d'Adige all'interno della provincia di Padova

## Amministrazione
| Periodo          | Periodo          | Primo cittadino          | Partito              | Carica              | Note                                   |
| ---------------- | ---------------- | ------------------------ | -------------------- | ------------------- | -------------------------------------- |
| 16 luglio 1985   | 23 aprile 1995   | Sergio Colognese         | Democrazia Cristiana | Sindaco             |                                        |
| 24 aprile 1995   | 13 giugno 2004   | Giuliano Nicoletti       | Centro-sinistra      | Sindaco             |                                        |
| 14 giugno 2004   | 7 giugno 2009    | Marzia Daniela Costantin | Lista civica         | Sindaco             |                                        |
| 8 giugno 2009    | 7 settembre 2012 | Giuliano Nicoletti       | Lista civica         | Sindaco             | deceduto in carica                     |
| 7 settembre 2012 | 26 maggio 2013   | Nicoletta Mattiazzo      | Lista civica         | Vicesidaco reggente |                                        |
| 27 maggio 2013   | 17 febbraio 2018 | Gianfranco Gusella       | Lista civica         | Sindaco             | Cessazione per variazione territoriale |

A seguito della fusione del 17 febbraio 2018 con i comuni di Saletto e Megliadino San Fidenzio nel nuovo comune di Borgo Veneto, per il primo mandato amministrativo, viene istituita la figura del prosindaco come amministratore locale.
| Periodo        | Periodo        | Primo cittadino | Partito                       | Carica     | Sindaco           |
| -------------- | -------------- | --------------- | ----------------------------- | ---------- | ----------------- |
| 25 giugno 2018 | 15 maggio 2023 | Andrea Franchin | Lista civica di centro-destra | Prosindaco | Michele Sigolotto |

Fonte: Ministero dell'interno